# Зелёный урбанизм

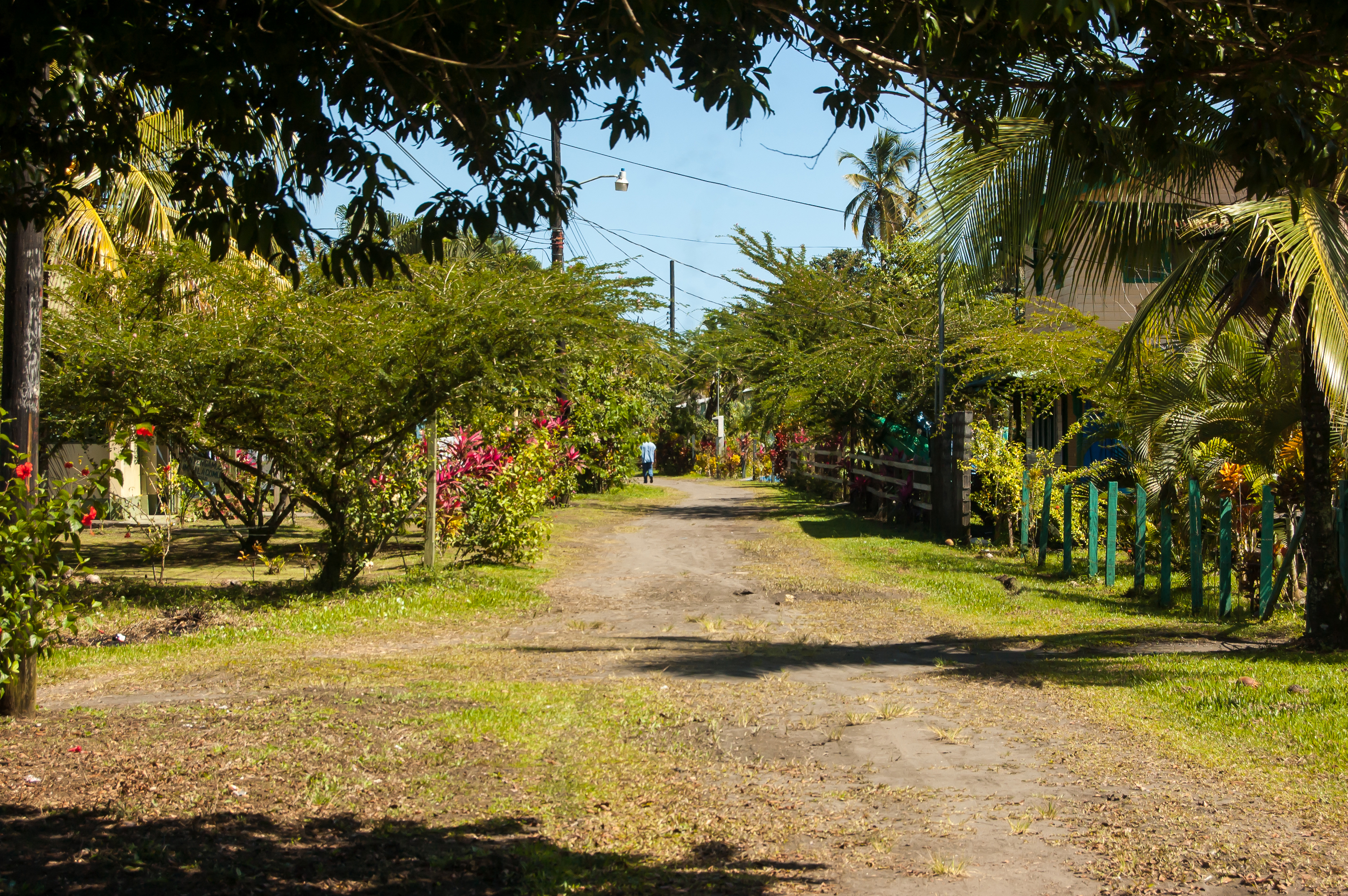
Парисмина

Зеленый урбанизм определяется как практика создания сообществ, полезных для людей и окружающей среды. По словам Тимоти Битли, это попытка сформировать более устойчивые среду, сообщества и образ жизни, и потреблять меньше мировых ресурсов. Экологически интегрированное и устойчивое городское планирование может обеспечить экологические преимущества на местном, национальном и международном уровнях. Зеленый урбанизм — это междисциплинарная область, объединяющая ландшафтных архитекторов, инженеров, городских планировщиков, экологов, планировщиков транспортной инфраструктуры, физиков, психологов, социологов, экономистов, а также архитекторов и городских дизайнеров .

## Урбанизация и ухудшение состояния окружающей среды
Урбанизация и экологические последствия всегда шли рука об руку. Одум в 1989 году назвал города «паразитами» на естественной среде, поскольку они не производят пищу, не очищают воздух. Они очищают лишь небольшое количество воды для повторного использования. Майур (1990) утверждал, что такая дисгармония может привести к экологической катастрофе (цитируется в Leitmann, 1999). Лейтманн упомянул такие критические проблемы городской окружающей среды, как «коричневая повестка дня», которая касается как экологического здоровья, так и индустриализации. Он также отметил, что на протяжении всего XIX века развивающиеся страны были больше обеспокоены влиянием на здоровье населения плохих санитарных условий и загрязнения окружающей среды. Более того, он разделил связи между городами и экосистемами на три фазы. Ранняя фаза урбанизации, начиная с 3000 г. до н.э. по 1800 г. н.э., характеризовалась развитием более продуктивных методов ведения сельского хозяйства, дающих избыток, который был способен поддерживать несельскохозяйственную концентрацию людей. На втором этапе городской индустриализации (1800 г. н.э. - 1950 г. н.э.) потребление энергии, особенно ископаемого топлива, быстро увеличивалось с механизацией производства. С 1950-х годов взаимоотношения города и окружающей среды вступили в третью фазу — глобальную взаимозависимость, характеризующуюся быстрым ростом населения и глобализацией экономики. Города стали узловыми точками крупных и глобально взаимосвязанных потоков ресурсов, отходов и рабочей силы. Кроме того, экологические проблемы имеют локальный, региональный и глобальный масштаб, при этом города вносят все больший вклад в глобальный ущерб окружающей среде.
С 1960-х годов число людей, живущих в городах, росло в геометрической прогрессии. По данным Организации Объединенных Наций, в 2009 году число людей, проживающих в городских районах, превысило число людей, проживающих в сельской местности. При нынешних темпах роста урбанизации прогнозируется, что к 2050 году численность мирового населения, проживающего в городах, составит 68% или чуть более 6,5 млрд человек, при общей численности населения мира в 9,7 млрд человек. Учитывая, что столь большое количество населения переезжает в городскую местность, для благополучия городов жизненно важно иметь возможность обеспечивать население достаточным количеством ресурсов и энергии за счет экологически устойчивых источников. Удовлетворение растущих производственных и потребительских потребностей городского населения создает огромную нагрузку на окружающие пригородные и сельские сообщества. Близлежащие экосистемы могут легко оказаться под угрозой из-за физического расширения городских территорий.
Изменение климата влияет на устойчивость городов в плане повышения температуры, что может усугубить эффект городского острова тепла (UHI)  и режимы распределения осадков. Некоторые другие города также могут столкнуться с экологическими катастрофами, такими как циклоны и штормы, прибрежная эрозия, повышение уровня моря, нестабильность почвы и изменения биоразнообразия . Для исключения данного сценария необходимо сосредоточиться на восстановлении городской экосистемы, уделяя особое внимание населенным пунктам.

## История
Краткий обзор истории зеленого урбанизма в США, представленный в книге Карленцига и др. «How Green is Your City» (2007, 06–07). Эта концепция постепенно начала развиваться в конце 1800-х годов, когда в некоторых крупных городах Соединенных Штатов (США) начали использовать современные системы питьевого водоснабжения, канализации и санитарии . Постепенно в Нью-Йорке появлялись общественные парки и открытые пространства. В конце Второй мировой войны правительство США предложило своим гражданам доступное жилье посредством льготных кредитов, чтобы увеличить численность городского населения, а также ввело новую федеральную систему межштатных автомагистралей. В сочетании с ростом числа владельцев автомобилей это дало начало новому типу застройки — пригородному. Между тем, в 1950-х годах жители других промышленных городов, включая Чикаго, Детройт, Сент-Луис, Кливленд и Филадельфию, имели возможность насладиться более зелеными пригородными пастбищами. Но все эти зеленые деревья погибли из-за старости или загрязнения, и их не заменили. Первой книгой, описывающей комплексную перестройку городов в направлении баланса с природой, является «Лос-Анджелес: история будущего» (1982) Пола Гловера (активиста) . После десятилетия «Городского ренессанса» термин, использованный Ричардом Роджерсом, появился на свет в 1990 году. Европа всегда была в числе лидеров в поддержке устойчивого развития городов. «Зеленая книга по городскому развитию», опубликованная в 1990 году, считается отправной точкой в продвижении проектов устойчивого развития городов как решения глобальной экологической проблемы (Битли, 2000). С тех пор города вступили в глобальную конкуренцию друг с другом в трех различных областях. Во-первых, чтобы считаться привлекательным, творческим местом и культурным центром для привлечения высококвалифицированных работников, успешный пример — Мельбурн, Австралия, его привлекательность обусловлена множеством музеев, университетов и иных достопримечательностей; во-вторых, чтобы получить признание в качестве места для надежных инвестиций, так Дубай, Шанхай и Сингапур лидируют в привлечении мирового инвестиционного капитала ; и в-третьих, чтобы стать лидером зеленого видения за счет технологического прогресса и предложения экологически чистого образа жизни, а также предоставления зеленых рабочих мест ; Ганновер и Копенгаген преуспели в этой области.
После Саммита Земли в 1992 году различные термины, включая устойчивые города (Битли, 2000), устойчивый урбанизм (Фарр, 2008), зеленый город (Карленциг, 2007), экорайоны и экогорода (Леманн, 2010), пытались уменьшить воздействие городов на окружающую среду и достичь устойчивого развития. Как зеленые, так и устойчивые города представляют собой фундаментальные возможности для применения новых технологий. Например, общественный транспорт, централизованное теплоснабжение, зелёная застройка и экологичный дизайн также вносят существенные изменения в образ жизни людей. Они начинают больше ходить, ездить на велосипеде, также это вызывает сокращение потребления энергии. Основными задачами вышеупомянутых городов являются борьба с глобальным изменением климата, утратой биоразнообразия, а также получение контроля над экологическими проблемами.
Утверждается, что основное внимание в этих теориях уделяется корректировке отношений между городом и природой, а также созданию новых городов, а не реконструкции существующих. Чтобы устранить этот разрыв, Тимоти Битли и Штеффен Леманн использовали теорию «зеленого урбанизма», направленную на преобразование существующих городов из раздробленных в компактные.

## Принципы зеленого урбанизма
Тремя главными современными планировщиками, внесшими свой вклад в развитие идей зеленого урбанизма, являются Штеффен Леманн, Тимоти Битли и Питер Ньюман. У каждого из них есть свои собственные принципы, определяющие понятие зеленого урбанизма и то, какого качества должно достичь городское пространство, чтобы считаться «зеленым». Все эти принципы основаны на понимании того, что урбанизация является ключевым фактором выбросов углерода, истощения ресурсов и ухудшения состояния окружающей среды.  Это нулевое использование энергии из ископаемого топлива, нулевые отходы и нулевые выбросы, особенно важен вектор на снижение выбросов углерода до полного их отсутствия.

### 15 принципов зеленого урбанизма Леманна
Для построения своего определения зеленого урбанизма Леманн использует стратегический пример портового города Ньюкасл, Новый Южный Уэльс, Австралия. По словам Леманна, существует 15 таких принципов зеленого урбанизма, которые являются практичными и целостными, включают все аспекты, необходимые для достижения устойчивого развития и поощрения моделей передовой практики (Lehmann, 2010). Эти принципы заключаются в следующем:
1. Климат и контекст: в зависимости от климатических условий, выбранного города, каждый проект устойчивого дизайна должен учитывать сложность биоразнообразия, экосистемы или планировки района. Необходимо расширять возможности, предоставляемые топографией и природными условиями, а также использовать ограждающие конструкции зданий для фильтрации температуры, влажности, света, ветра и шума .
2. Возобновляемая энергия для достижения нулевых выбросов CO2: Преобразование городских районов в местные электростанции на возобновляемых источниках энергии, включая солнечную фотоэлектрическую энергию, солнечную тепловую энергию, ветровую энергию на суше и на море, биомассу, геотермальную энергию, мини-гидроэнергетику и другие новые технологии. Наиболее перспективными технологиями являются интегрированные в здания фотоэлектрические системы, городские ветровые турбины, микро-ТЭЦ и солнечное охлаждение.
3. Город без отходов: предотвращение образования отходов лучше, чем их переработка или уборка после образования. Поэтому городам следует внедрять безотходное городское планирование с переработкой металлов, стекла, пластика и бумаги в новые продукты, а для контроля глобального азотного цикла необходимо лучшее понимание потоков питательных веществ.
4. Вода: города можно использовать в качестве зон водосбора, обучая жителей рациональному использованию водных ресурсов, поощряя сбор дождевой воды и используя методы очистки сточных вод и сбора ливневых стоков. С точки зрения агрохолдингов, можно выращивать менее водоемкие и засухоустойчивые культуры.
5. Ландшафт, сады и биоразнообразие: внедрение внутригородских садов, городского фермерства, сельского хозяйства и «зеленых крыш» для максимального повышения устойчивости экосистемы посредством городского ландшафта и, таким образом, смягчения эффекта городского теплового острова. Растения можно использовать для очистки воздуха и сужения дорог с целью охлаждения городов. Более того, сохранение зеленых насаждений, садов и сельскохозяйственных угодий, поддержание зеленого пояса вокруг города необходимы для поглощения CO2
6. Зеленый транспорт и комфортное городское пространство. Компактные и полицентричные города: создание среды, удобной для велосипедистов или пешеходов, с безопасными велосипедными дорожками, концепциями экомобильности и интеллектуальной инфраструктурой, такой как электромобили, интегрированной транспортной системой автобусных, железнодорожных и велосипедных станций, улучшенными сетями общественного пространства и связью.
7. Местные экологичные материалы с меньшими энергозатратами: городское строительство с использованием материалов местного производства с меньшими энергозатратами на транспортировку, а также применением готовых модульных систем.
8. Плотность населения и модернизация существующих районов: город предлагает планы по модернизации районов, застройка территорий осуществляется в рамках стратегии уплотнения/интенсификации существующих районов.
9. Зеленые здания и районы, созданные с использованием пассивного проектирования: в этом городе применяются подходы проектирования экологически чистых зданий и обеспечивается доступ к солнечной энергии для всех новых зданий.
10. Удобство для жизни, здоровое общество и программы смешанного использования: главной заботой города является доступное жилье, программы смешанного использования и здоровое общество.
11. Местные продукты питания и короткие цепочки поставок: высокая продовольственная безопасность и развитие городского фермерства за счет внедрения инициатив «Ешь местное» и «Слоуфуд».
12. Культурное наследие и самобытность: сохранение культурного и исторического наследия, интеграция традиционных элементов в современную городскую среду
13. Городское управление, лидерство и передовой опыт: город применяет лучшие практики для эффективного городского управления посредством комбинированных подходов к управлению и менеджменту, а также экологичных методов закупок, таких как экологическое бюджетирование.
14. Образование, исследования и знания: образованный город включает техническую подготовку и повышение квалификации, исследования, обмен опытом и распространение знаний для всех в области устойчивого городского развития.
15. Стратегии для городов в развивающихся странах: Для городов в развивающихся странах необходимы особые стратегии устойчивого развития, такие как обучение местных жителей, создание новых  экологических рабочих мест и диверсификация новых структур занятости для гармонизации последствий быстрой урбанизации и глобализации .[14]

### Видение зеленого урбанизма Битли
Битли отмечает, что видение зеленого урбанизма включает в себя программы, политику и креативные дизайнерские идеи для обновления городов и обеспечения безопасности окружающей среды. Леманн добавил, что эта фраза также дает проактивное видение того, каким может быть наше будущее с нулевыми выбросами углерода и без ископаемого топлива: пересекающиеся специальности смешанного назначения, типологии жилых зданий и офисов исследуются на городском уровне, создаются инфраструктурные системы для возобновляемых источников энергии и индивидуальные проекты энергоэффективных зданий, развит общественный транспорт.
По словам Битли, города, которые хотят соответствовать принципам зеленого урбанизма: 
- должны осознавать экологическое воздействие на окружающие сообщества и свои собственные природные ресурсы. Им необходимо стремиться к сокращению своего углеродного следа и объема производимых отходов.
- должны быть спроектированы таким образом, чтобы работать совместно с природой, помогая очищать городской воздух и воду. В зеленых урбанистических городах должно быть много солнечного света и зеленых насаждений (например, парков и садов на крышах).
- должны стремиться к созданию более замкнутого, а не линейного потока отходов. Общество должно отказаться от текущего цикла извлечения и утилизации.
- должны быть самодостаточными за счет выращивания продуктов питания, производства электроэнергии и очистки питьевой воды.
- должны стремиться создать среду, в которой люди будут отдавать приоритет пешим прогулкам, езде на велосипеде и общественному транспорту. Все это снижает выбросы углерода в городе.
- должны сосредоточиться на качестве жизни, создавая приемлемые условия для всех жителей. Таким образом, рассматривая город с точки зрения района, можно обеспечить приемлемое жилье для всех.[15]

### Семь архетипических городов Ньюмана
Питер Ньюман описывает свои принципы зеленого урбанизма на примере семи архетипических городов, каждый из которых представляет собой отдельный аспект зеленого урбанизма. Ньюман считает, что зеленый урбанизм можно использовать для создания более устойчивого общества, способного бороться с экологическими последствиями изменения климата. Он рассуждает о важности возобновляемой энергии, экономики замкнутого цикла и устойчивой инфраструктуры .
Вот семь архетипических городов Ньюмана:
1. Возобновляемый город: город, использующий возобновляемую энергию. Городское планирование должно быть направлено на поддержку ветроэнергетики и солнечной энергетики путем установки солнечных панелей на крышах зданий и строительства ветровых электростанций вдали от побережья.
2. Углеродно-нейтральный город: город, который стремится сократить выбросы углерода, увеличить использование возобновляемых источников энергии и компенсировать оставшиеся выбросы углерода. Города могут сократить выбросы углерода за счет строительства энергоэффективных зданий, повышения эффективности общественного транспорта и высадки вдоль дорог деревьев и зелени.
3. Распределенный город: город, в котором добыча энергии и воды распределена по разным районам города. Таким образом, происходит децентрализация систем энерго- и водоснабжения с использованием более мелких систем производства, таких как солнечные панели на крышах домов и системы рециркуляции воды.
4. Биофильный город: использование принципов зеленой инфраструктуры для привнесения в город экологических особенностей и зеленых зон с целью борьбы с выбросами углерода. Создание большего количества зеленых насаждений и деревьев для улавливания загрязняющих веществ в воздухе, а также развитие городского фермерства.
5. Экологически эффективный город: город, который стремится сократить свой углеродный след за счет сокращения отходов и сокращения их потребления. Используя циклическую экономику для создания кругового потока отходов, город может сократить количество отходов, которые в конечном итоге оказываются на свалках или загрязняют окружающую природу и водные пути.
6. Локально-ориентированный город: это город, который отдает приоритет созданию местной экономики, ориентированной на сообщество, тем самым создавая местные рабочие места, которые затем сокращают объем выбросов углерода, используемых для поездок на работу. Затем город отдает приоритет локализации производства энергии, продуктов питания и материалов для создания сильного города, привязанного к определенному месту.
7. Транспортно-устойчивый город: город, создающий устойчивую транспортную систему, предлагающий варианты общественного транспорта, ориентированные на использование возобновляемых источников энергии. Город должен стремиться создать плотную городскую застройку, которая сделает пешие прогулки, езду на велосипеде и общественный транспорт более удобными.[15]

## Планы действий

### Глобальная платформа по устойчивому развитию городов
Города играют важную роль в концепции зеленого урбанизма. Многие города наносят вред окружающей среде вместо того, чтобы ее сохранять. В то же время другие уже принимают меры по повышению устойчивости растущего городского населения. Власти крупных городов настаивают на внедрении более экологичных проектов развития и предоставлении государственных услуг. Различные организации призывают разработать план действий по продвижению городов как природных мест, способных приносить существенную пользу окружающей среде. Недавно была запущена программа, известная как Глобальная платформа по устойчивому развитию городов . Платформа была создана в марте 2016 года. За четыре года сеть расширилась и теперь охватывает 28 городов в 11 странах. Компания стремится находить различные подходы к управлению отходами, охране окружающей среды, транспортировке, а также производству и потреблению энергии. Урбанизированные районы потребляют больше всего энергии и загрязняют окружающую среду больше всего.

### «Die Energiewende»: энергетический поворот в Германии
За последнее десятилетие некоторые страны быстро стали мировыми лидерами в области зеленой энергетики. Германия удерживала титул страны, производящей больше всего солнечной энергии в мире, пока Китай не увеличил производство зеленой энергии. Германия стала одной из первых промышленно развитых стран, стремящихся к энергоснабжению за счет возобновляемых источников энергии. Немецкое общество интересовалось зеленой энергетикой с 1970-х годов, но без особой поддержки со стороны государства. После таких катастроф, как Чернобыль и Фукусима, «Die Energiewende», также известное как энергетический поворот, стало значимым политическим движением в Германии. В 2010-х годах в Германии наблюдался колоссальный скачок в производстве зеленой энергии. С 2012 по 2019 год  установленная мощность ветроэнергетики на суше и на море увеличилась вдвое: с 30 979 МВт до 61 357 МВт, а установленная мощность солнечной энергетики выросла с 34 077 МВт до 49 061 МВт. Во многом это связано с законами и стимулами, принятыми под руководством Ангелы Меркель, которая изучала физику и получила докторскую степень по квантовой химии, за что ее прозвали «Климатическим канцлером». Частью цели Energiewende является сокращение выбросов CO2 в атмосферу на 90% к 2050. Развитие технологий возобновляемой энергетики и снижение их стоимости значительно помогли Германии и другим странам улучшить свои показатели в секторе возобновляемой энергетики. Германия пообещала демонтировать все 17 своих ядерных реакторов. По состоянию на 2019 год осталось 6 ядерных реакторов, даты сноса которых намечены на 2021 и 2022 годы соответственно.

### Копенгаген — первая в мире столица с нулевым выбросом углерода
Города по всему миру усердно работают над сокращением объема выбросов углерода. Дания быстро превратилась в оживленный мегаполис зеленой энергетики и экологически чистых проектов. Копенгаген пообещал стать первой в мире столицей с нулевым уровнем выбросов углерода к 2025 году. Это довольно амбициозный проект, поскольку большинство столиц планируют стать углеродно-нейтральными ближе к 2050 году, но Копенгаген становится первопроходцем и доказывает другим, как легко стать «зеленым» и не обанкротиться. Чиновники надеются подать пример другим и показать, что общество также играет большую роль в достижении таких целей. Копенгаген постоянно признается самым удобным для велосипедистов городом в мире. Город работает над тем, чтобы предложить полностью электрический общественный транспорт, который постоянно находится в движении, побуждая больше людей ездить на велосипеде или пользоваться общественным транспортом вместо вождения автомобиля. Для дальнейшего сокращения углеродного следа города в Копенгагене установлено 62 ветряные турбины мощностью более 158 мегаватт. Город планирует к 2025 году увеличить мощность ветровых турбин до 460 МВт, что более чем вдвое превышает мощность 2019 года.

### Сингапур - Город в саду
Сингапур показал миру, как можно реализовать концепцию зеленого урбанизма в густонаселенном городе. Сингапур — город-государство площадью 728,6 км2 с населением 5,6 млн человек, что делает его второй по плотности населения страной в мире. Город славится своей способностью привносить природу и зелень в городскую среду. Нынешний девиз Сингапура — «Сингапур — город в саду», который был изменен с «Сингапур — город-сад», подчеркивая, что главным приоритетом города является его зелень. В городе имеется обширная парковая система протяженностью 180 км, в которой дорожки переплетаются с зелеными насаждениями и садами. Город укрепил свою зеленую структуру посредством инициативы Skyrise Greenery, которая субсидирует строительство крышных и вертикальных садов. Добыча возобновляемой энергии выросла с 203 МВт в 2018 году до 350 МВт в 2020 году, а в планах мощность должны увеличить до более чем 1 ГВт. В городе также действует образцовая система переработки отходов : практически все строительные отходы извлекаются из общего потока и перерабатываются, поэтому лишь очень малая их часть в конечном итоге оказывается на свалках. Большая часть дождевой воды собирается и используется по всему городу. Сингапур также имеет развитую систему общественного транспорта, при этом большинство видов общественного транспорта ездят быстрее, чем основная часть городского потока.

## Практические подходы
Во многих городах теперь есть планы действий по устойчивому развитию, которые представляют собой дорожную карту на пути к устойчивому развитию. Зеленый урбанизм превратился из методологий, изложенных в учебниках, в живые планы действий, которые переживают периоды выборов мэров и городских советников.
Зеленый урбанизм ставит задачу разработки применимого метода в планировании и управлении городом. Вайбе Кёйтерт предложил анализировать город как ландшафтную систему, чтобы достичь более комплексного подхода к этой цели. Городской ландшафт соединяет культурные компоненты, такие как идентичность и история, с природными физическими аспектами города, такими как его география, вода и естественная экология. Определение потенциальных качеств дикой природы в городе — это первый шаг к пониманию того, что природа может дать, если только мы будем к ней открыты.

## Дальнейшее чтение
1. Берг, Цукерман, Магилави (1989). Программа «Зеленый город» для района залива Сан-Франциско и за его пределами. Книги о Планете Драм : Сан-Франциско.
2. Бертеншоу, Д., Бейтман, М. и Эшворт, Г. (1991). Европейский город: западная перспектива. Издательство Дэвида Фултона: Лондон.
3. Эванс, Дж. (2011). Управление охраной окружающей среды. Рутледж: Лондон.
4. Хейнен Н., Кайка М. и Свингедоу Э. (2006). Природа городов: городская политическая экология и политика городского метаболизма. Рутледж: Лондон.
5. Карленциг, В. (2007) Насколько зелен ваш город? Издательство New Society: остров Габриола, Британская Колумбия, Канада.
6. Кевлар, М. (2017) Насколько зелен ваш город? Продолжающееся исследование антропогенных следов городов. GreenScore Канада .
7. Леманн, С. (2010). Принципы зеленого урбанизма: преобразование города в целях устойчивого развития. Лондон: Earthscan.
8. Ридделл, Р. (2004). Устойчивое городское планирование: перевес чаши весов. Блэквелл: Оксфорд.
9. Скайлер, Д. (1988). Новый городской ландшафт: переосмысление формы города в Америке XIX века. Издательство Университета Джонса Хопкинса: Лондон.
10. Смит, член парламента (1988). Город, государство и рынок: политическая экономия городского общества. Бэзил Блэквелл: Оксфорд.
11. Команда курса (1973). Город будущего. Социальные науки: курс второго уровня «Городское развитие», разделы 30–33. Издательство Открытого университета; Уолтон-холл, Милтон-Кинс.
12. https://www.youtube.com/watch?v=KAh1RRJUdAw Персональный скоростной транспорт (PRT) синхронизированный поезд (en).